# LSV Pütnitz
Luftwaffensportverein Pütnitz (kortweg LSV Pütnitz) was een Duitse voetbalclub uit Pütnitz, een stadsdeel van Damgarten in Voor-Pommeren.

## Geschiedenis
De militaire club werd in 1936 opgericht. Reeds twee jaar later promoveerde de club naar de Gauliga Pommern, de hoogste klasse. De club werd zevende op tien deelnemers, maar door het uitbreken van de Tweede Wereldoorlog trok de club zich het volgende seizoen terug uit de competitie. In 1940 maakte de club een heroptreden en werd tweede achter LSV Stettin. Het jaar daarna werd de club kampioen na de Pommerse finale gewonnen te hebben tegen Viktoria Stolp. Hierdoor plaatste de club zich voor de eindronde om de Duitse landstitel. In de eerste ronde werd de club door SpVgg Blau-Weiß Berlin uitgeschakeld.
Ook het volgende seizoen werd de club kampioen van Pommeren en trof in de eindronde opnieuw een club uit Berlijn. Tegen Berliner SV 92 kon de club gelijk spelen, waardoor er een tweede wedstrijd gespeeld werd die de club met 0-2 verloor. In 1943/44 werd de club wel nog kampioen van West-Pommeren, maar moest het in de Pommerse finale afleggen tegen HSV Groß Born. In september 1944 werd de club om oorlogsredenen ontbonden.

## Erelijst
Gauliga Pommern
1942, 1943